# Qualificazioni al campionato mondiale di calcio 2010

## AFC
Le partite del torneo di qualificazione della confederazione asiatica sono iniziate l'8 ottobre 2007 e si sono concluse il 9 settembre 2009. I posti a disposizione sono stati assegnati direttamente alle prime due classificate in ognuno dei due gruppi da cinque squadre della fase finale mentre le due terze classificate si sono scontrate in uno spareggio (vinto dal Bahrein) che ha così determinato chi ha affrontato lo spareggio interzonale contro la Nuova Zelanda, vincitrice della zona oceaniana.
Squadre qualificate:
- Australia (1ª classificata nel gruppo 1 della fase finale);
- Giappone (2ª classificata nel gruppo 1 della fase finale);
- Corea del Sud (1ª classificata nel gruppo 2 della fase finale);
- Corea del Nord (2ª classificata nel gruppo 2 della fase finale).

## CAF
Le partite valide per l'assegnazione dei posti riservati alla confederazione africana sono iniziate il 14 ottobre 2007 e terminate il 18 novembre 2009. I posti a disposizione sono stati assegnati alle squadre prime classificate in ognuno dei cinque gruppi da quattro squadre della fase finale. Le eliminatorie hanno anche determinato le squadre partecipanti alla Coppa delle nazioni africane 2010 in Angola e, a causa di ciò e del fatto che a ospitare il campionato del mondo è stata chiamata per la prima volta una nazione africana, è stata anche la prima volta dal 1934 che la nazionale del Paese organizzatore (comunque ammessa di diritto) ha preso parte alle qualificazioni.
Squadre qualificate:
- Sudafrica (qualificata di diritto come paese ospitante)
- Camerun (1ª classificata nel gruppo A della fase finale);
- Nigeria (1ª classificata nel gruppo B della fase finale);
- Algeria (1ª classificata nel gruppo C della fase finale);
- Ghana (1ª classificata nel gruppo D della fase finale);
- Costa d'Avorio (1ª classificata nel gruppo E della fase finale).

## CONCACAF
Le partite valide per l'assegnazione dei posti riservati alle squadre della confederazione nord-centroamericana e caraibica sono cominciate il 3 febbraio 2008 e si sono concluse il 14 ottobre 2009. Si sono qualificate direttamente al mondiale le prime tre nazionali classificate nel gruppo unico ("League Group") da sei squadre della fase finale mentre la quarta classificata ha giocato lo spareggio interzonale su due partite contro la quinta classificata nel gruppo unico ("League Group") da dieci squadre della zona sudamericana.
Squadre qualificate:
- Stati Uniti (1ª classificata nel gruppo unico della fase finale);
- Messico (2ª classificata nel gruppo unico della fase finale);
- Honduras (3ª classificata nel gruppo unico della fase finale).

## CONMEBOL
Il torneo valido per l'assegnazione dei posti riservati alle squadre della confederazione sudamericana ha avuto inizio il 13 ottobre 2007 e si è concluso il 14 ottobre 2009. Come di consueto, le nazionali partecipanti sono state collocate in un gruppo unico ("League Group"). Le prime quattro classificate hanno guadagnato direttamente l'accesso a "Sudafrica 2010" mentre la quinta classificata ha giocato lo spareggio interzonale contro la quarta classificata nel gruppo unico ("League Group") da sei squadre della fase finale della zona nord-centroamericana e caraibica.
Squadre qualificate:
- Brasile (1ª classificata nel gruppo unico);
- Cile (2ª classificata nel gruppo unico);
- Paraguay (3ª classificata nel gruppo unico);
- Argentina (4ª classificata nel gruppo unico).

## OFC
Le qualificazioni per la confederazione oceaniana sono iniziate il 25 agosto 2007 con il torneo maschile di calcio ai Giochi del Sud Pacifico 2007 e si sono concluse il 19 novembre 2008 con la Coppa delle Nazioni Oceaniane 2008. A differenza delle altre cinque confederazioni continentali, l'OFC non ha avuto un posto assicurato al campionato del mondo: per accedere alla competizione infatti, la vincitrice delle selezioni (la Nuova Zelanda) ha dovuto affrontare e vincere lo spareggio interzonale contro la quinta squadra classificata della zona asiatica (che si è rivelata poi essere il Bahrein).

## UEFA
Le eliminatorie per la confederazione europea sono iniziate il 20 agosto 2008 e terminate il 18 novembre 2009. I posti messi in palio sono stati assegnati tramite un torneo a nove gruppi (otto da sei squadre e uno da cinque squadre). Le nazionali prime classificate in ognuno dei gruppi hanno avuto direttamente accesso alla fase finale dei mondiali mentre i restanti quattro posti sono stati contesi fra le otto migliori seconde classificate attraverso un sistema di spareggi.
Squadre qualificate:
- Danimarca (1ª classificata nel gruppo 1);
- Svizzera (1ª classificata nel gruppo 2);
- Slovacchia (1ª classificata nel gruppo 3);
- Germania (1ª classificata nel gruppo 4);
- Spagna (1ª classificata nel gruppo 5);
- Inghilterra (1ª classificata nel gruppo 6);
- Serbia (1ª classificata nel gruppo 7);
- Italia (1ª classificata nel gruppo 8);
- Paesi Bassi (1ª classificata nel gruppo 9);
- Francia (vincitrice del primo spareggio);
- Portogallo (vincitrice del secondo spareggio);
- Grecia (vincitrice del terzo spareggio);
- Slovenia (vincitrice del quarto spareggio).

## Interzona
Nelle qualificazioni interzonali vi sono stati due spareggi, con partite di andata e ritorno, per decidere rispettivamente la 24ª e l'ultima squadra a qualificarsi per "Sudafrica 2010". Nello spareggio AFC-OFC si sono viste affrontare la nazionale del Bahrein, in quanto vincitrice dello spareggio della zona asiatica, e la nazionale della Nuova Zelanda, in quanto vincitrice della zona oceaniana. Nello spareggio CONCACAF-CONMEBOL si sono scontrate invece la nazionale della Costa Rica, in quanto quarta classificata nel gruppo unico della fase finale della zona nord-centroamericana e caraibica, e la nazionale dell'Uruguay, in quanto quinta classificata nel gruppo unico della zona sudamericana. La prima partita degli spareggi è stata disputata il 10 ottobre 2009 mentre l'ultima si è svolta il 18 novembre 2009.
Squadre qualificate:
- Nuova Zelanda (vincitrice dello spareggio AFC-OFC);
- Uruguay (vincitrice dello spareggio CONCACAF-CONMEBOL).

## Squadre qualificate

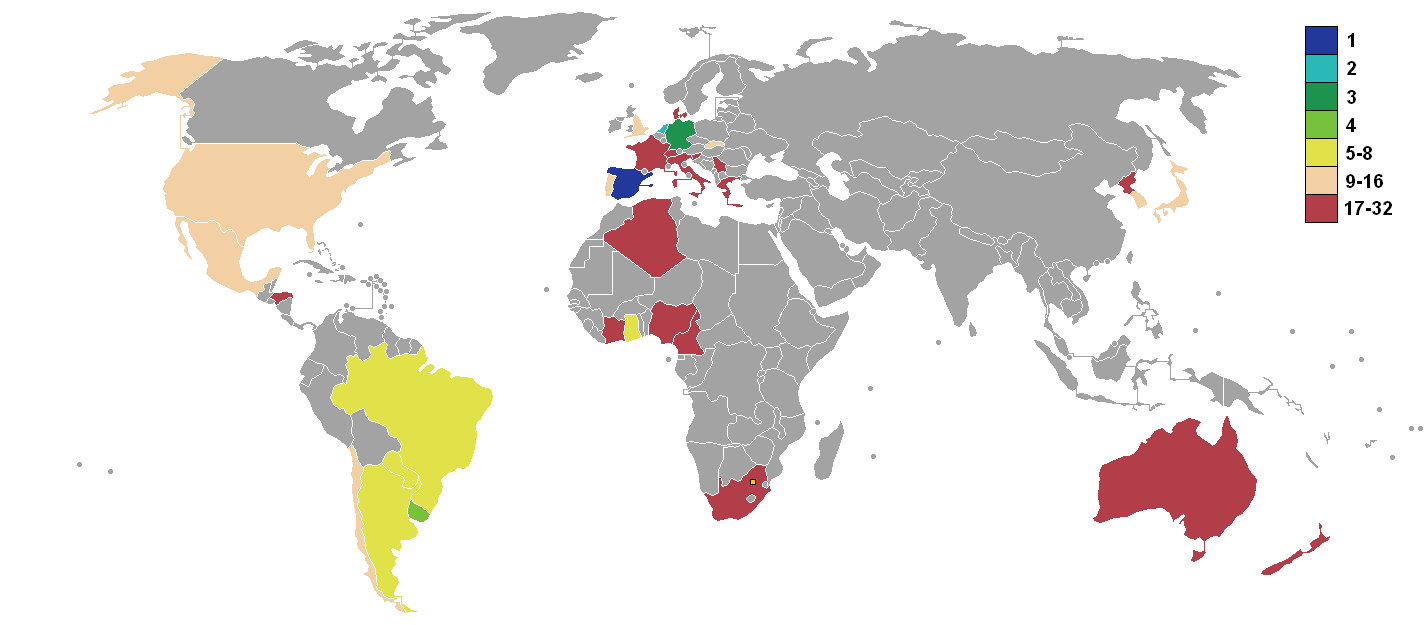
Le squadre qualificate

| Squadre        | Numero di presenze | Numero di presenze consecutive | Ultima apparizione |
| -------------- | ------------------ | ------------------------------ | ------------------ |
| Algeria        | 3                  | 1                              | 1986               |
| Argentina      | 15                 | 10                             | 2006               |
| Australia      | 3                  | 2                              | 2006               |
| Brasile        | 19                 | 19                             | 2006               |
| Camerun        | 6                  | 1                              | 2002               |
| Cile           | 8                  | 1                              | 1998               |
| Corea del Nord | 2                  | 1                              | 1966               |
| Corea del Sud  | 8                  | 7                              | 2006               |
| Costa d'Avorio | 2                  | 2                              | 2006               |
| Danimarca      | 4                  | 1                              | 2002               |
| Francia        | 13                 | 4                              | 2006               |
| Germania       | 17                 | 15                             | 2006               |
| Ghana          | 2                  | 2                              | 2006               |
| Giappone       | 4                  | 4                              | 2006               |
| Grecia         | 2                  | 1                              | 1994               |
| Honduras       | 2                  | 1                              | 1982               |
| Inghilterra    | 13                 | 4                              | 2006               |
| Italia         | 17                 | 13                             | 2006               |
| Messico        | 14                 | 5                              | 2006               |
| Paesi Bassi    | 9                  | 2                              | 2006               |
| Nigeria        | 4                  | 1                              | 2002               |
| Nuova Zelanda  | 2                  | 1                              | 1982               |
| Paraguay       | 8                  | 4                              | 2006               |
| Portogallo     | 5                  | 3                              | 2006               |
| Serbia         | 11                 | 2                              | 2006               |
| Slovacchia     | 1                  | 1                              | esordiente         |
| Slovenia       | 2                  | 1                              | 2002               |
| Spagna         | 13                 | 9                              | 2006               |
| Stati Uniti    | 9                  | 6                              | 2006               |
| Sudafrica      | 3                  | 1                              | 2002               |
| Svizzera       | 9                  | 2                              | 2006               |
| Uruguay        | 11                 | 1                              | 2002               |